# الدوري اليوناني لكرة القدم الدرجة الثالثة 2010-11
الدوري اليوناني لكرة القدم الدرجة الثالثة 2010-11 (باليونانية: Β΄ Εθνική ποδοσφαίρου ανδρών 2010-11)‏ هو الموسم 52 من الدوري اليوناني لكرة القدم الدرجة الثالثة ‏. أقيم خلال الفترة 12 سبتمبر 2010 وحتى 15 مايو 2011، وأشرف على تنظيمه الاتحاد الإغريقي لكرة القدم، وكان عدد الأندية المشاركة فيه 18، وفاز فيه نادي بانيتوليكوس.